# Костадин Колчагов
Костадин Колчагов е български революционер, деец на Вътрешната македоно-одринска революционна организация.

## Биография
Костадин Колчагов е роден през 1865 година в Банско, тогава в Османската империя, днес в България. Присъединява се към ВМОРО и участва в аферата „Мис Стоун“ през 1901 година. В 1902 година е четник при Симеон Молеров, а през Илинденското въстание от 1903 година е войвода в Разложко. След потушаването на въстанието е арестуван и осъден на 101 години затвор. Амнистиран е през Младотурската революция от юли 1908 година. През Балканската война участва в освобождението на Разложкия край. След това е известно време кмет на Банско. Умира в родния си град на 19 август 1954 година.